# Forma canônica de Jordan
A forma canônica de Jordan (português brasileiro) ou forma canónica de Jordan (português europeu) é uma forma de representar uma matriz ou operador linear através de uma outra matriz semelhante à original que é quase uma matriz diagonal. No corpo dos números complexos, esta forma é uma matriz triangular superior, em que os únicos elementos não-nulos são aqueles da diagonal ou imediatamente acima da diagonal.
O nome é uma referência a Camille Jordan.

## Definições
Seja T um operador linear de um K-espaço vetorial V de dimensão finita, sendo K o corpo {\displaystyle \mathbb {R} } ou {\displaystyle \mathbb {C} }.

### Caso Real
Se {\displaystyle K=\mathbb {R} }, escrevamos o polinômio característico de T na forma
com {\displaystyle \lambda _{r}\neq \lambda _{s}} se {\displaystyle r\neq s}.
Chama-se de um bloco de Jordan de ordem r à matriz quadrada de ordem r {\displaystyle J(\lambda ;r)} dada por 
que pode ser escrita através da soma de duas matrizes:
onde N é uma matriz nilpotente, pois {\displaystyle N^{r}=0}.
Se {\displaystyle B_{1},\ldots ,B_{k}} são matrizes quadradas, não necessariamente de ordens iguais, define-se {\displaystyle \operatorname {diag} \ (B_{1},\ldots ,B_{k})} como sendo a matriz quadrada de ordem igual à soma das ordens de {\displaystyle B_{1},\ldots ,B_{k}} dada por

### Caso Complexo
Se {\displaystyle K=\mathbb {C} }, escrevamos o polinômio característico de T na forma
onde {\displaystyle \alpha _{r}+i\beta _{r}} é uma raiz complexa de pT, com {\displaystyle \lambda _{r}\neq \lambda _{s}} e {\displaystyle (\alpha _{r},|\beta _{r}|)\neq (\alpha _{s},|\beta _{s}|)} se {\displaystyle r\neq s}.
Se {\displaystyle \alpha +i\beta } é uma raiz complexa de {\displaystyle p_{T}(\lambda )}, define-se, analogamente à matriz {\displaystyle J(\lambda ;r)},
onde

## Teorema (de Jordan)
Sejam V um K-espaço vetorial de dimensão finita e T um operador linear de V. Se {\displaystyle K=\mathbb {C} } e
com {\displaystyle \lambda _{r}\neq \lambda _{s}} se {\displaystyle r\neq s}, {\displaystyle \lambda _{r}\in \mathbb {C} }, então existe uma base na qual a matriz de T é da forma
onde {\displaystyle J_{1},\ldots ,J_{p}} são da forma {\displaystyle J(\lambda ;r),\,r\in \mathbb {N} } e {\displaystyle \lambda \in \{\lambda _{1},\ldots ,\lambda _{n}\}}.
Se {\displaystyle K=\mathbb {R} } e
onde {\displaystyle \alpha _{r}+i\beta _{r}} é uma raiz complexa de pT com {\displaystyle \lambda _{r}\neq \lambda _{s}} e {\displaystyle (\alpha _{r},\beta _{r})\neq (\alpha _{s},\beta _{s})} se {\displaystyle r\neq s} ({\displaystyle \beta _{r}>0}), então existe uma base com relação à qual a matriz de T é da forma
onde {\displaystyle J_{1},\ldots ,J_{p}} são da forma {\displaystyle J(\lambda ;r),\,r\in \mathbb {N} } e {\displaystyle \lambda \in \{\lambda _{1},\ldots ,\lambda _{n}\}} e {\displaystyle R_{1},\ldots ,R_{q}} são da forma {\displaystyle R(\alpha ,\beta ;n),\,n\in \mathbb {N} } e {\displaystyle (\alpha ,\beta )\in \{(\alpha _{1},\beta _{1}),\ldots ,(\alpha _{k},\beta _{k})\}}.

## Corolário
A matriz de um operador T com relação a uma base qualquer é semelhante a uma matriz da forma {\displaystyle J=\operatorname {diag} \ (J_{1},\ldots ,J_{p})} (caso complexo) ou {\displaystyle J=\operatorname {diag} \ (J_{1},\ldots ,J_{p},R_{1},\ldots ,R_{q})} (caso real).

## Observações

### Blocos de Jordan com a mesma raiz
O teorema afirma, no caso complexo, que a matriz equivalente é da forma:
mas é possivel que {\displaystyle \lambda _{s}=\lambda _{r}\,} quando {\displaystyle s\neq r\,}
Por exemplo, a matriz 4x4 abaixo está na forma canônica de Jordan:
em que {\displaystyle \lambda _{1}=\lambda _{2}=\lambda _{3}=\lambda _{4}=42\,}, {\displaystyle m_{1}=2\,} e {\displaystyle m_{2}=m_{3}=1\,}.

### Unicidade
A forma canônica de Jordan é única, a menos de permutações entre os blocos de Jordan.